# St. Michael (Gamstädt)

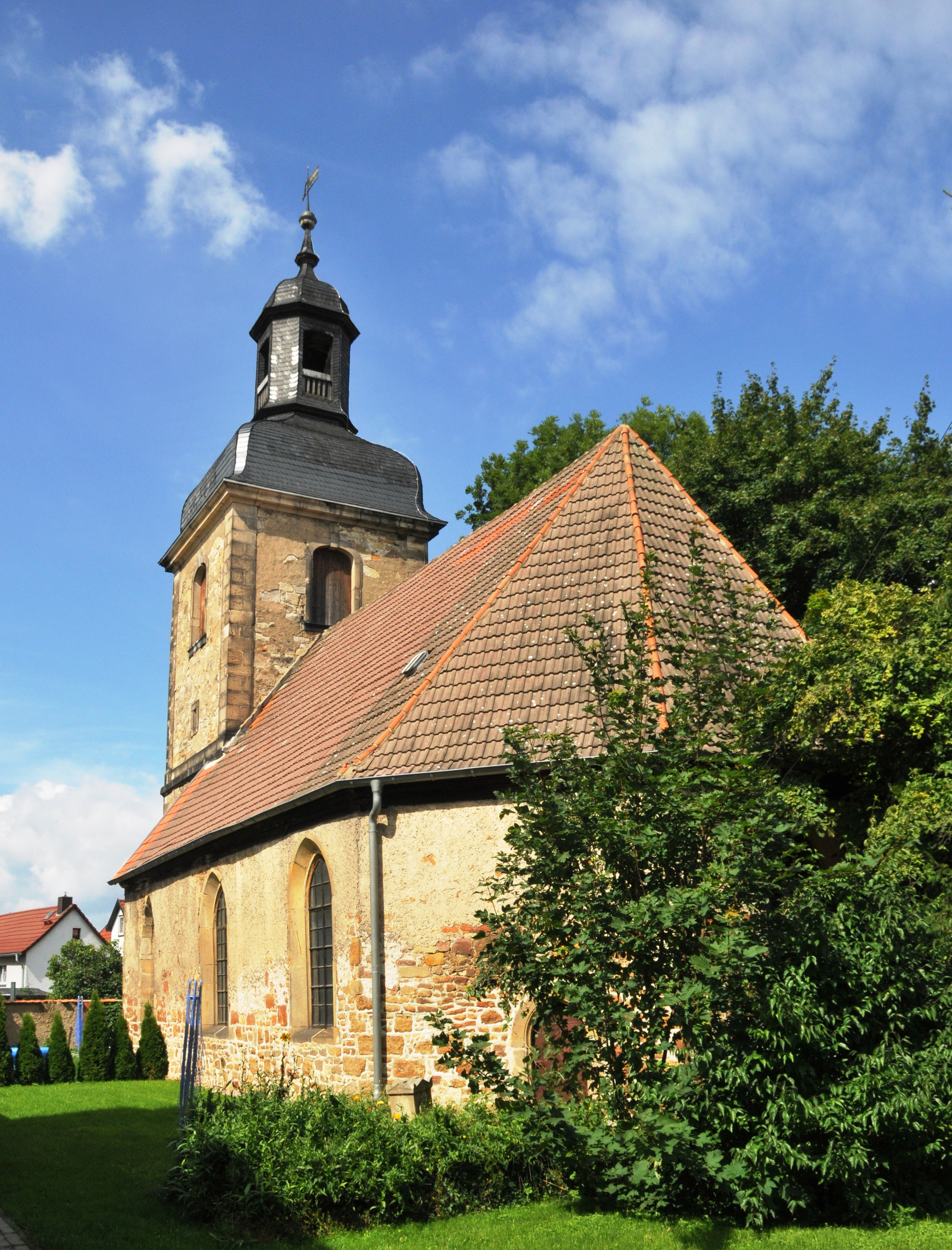
Michael-Kirche

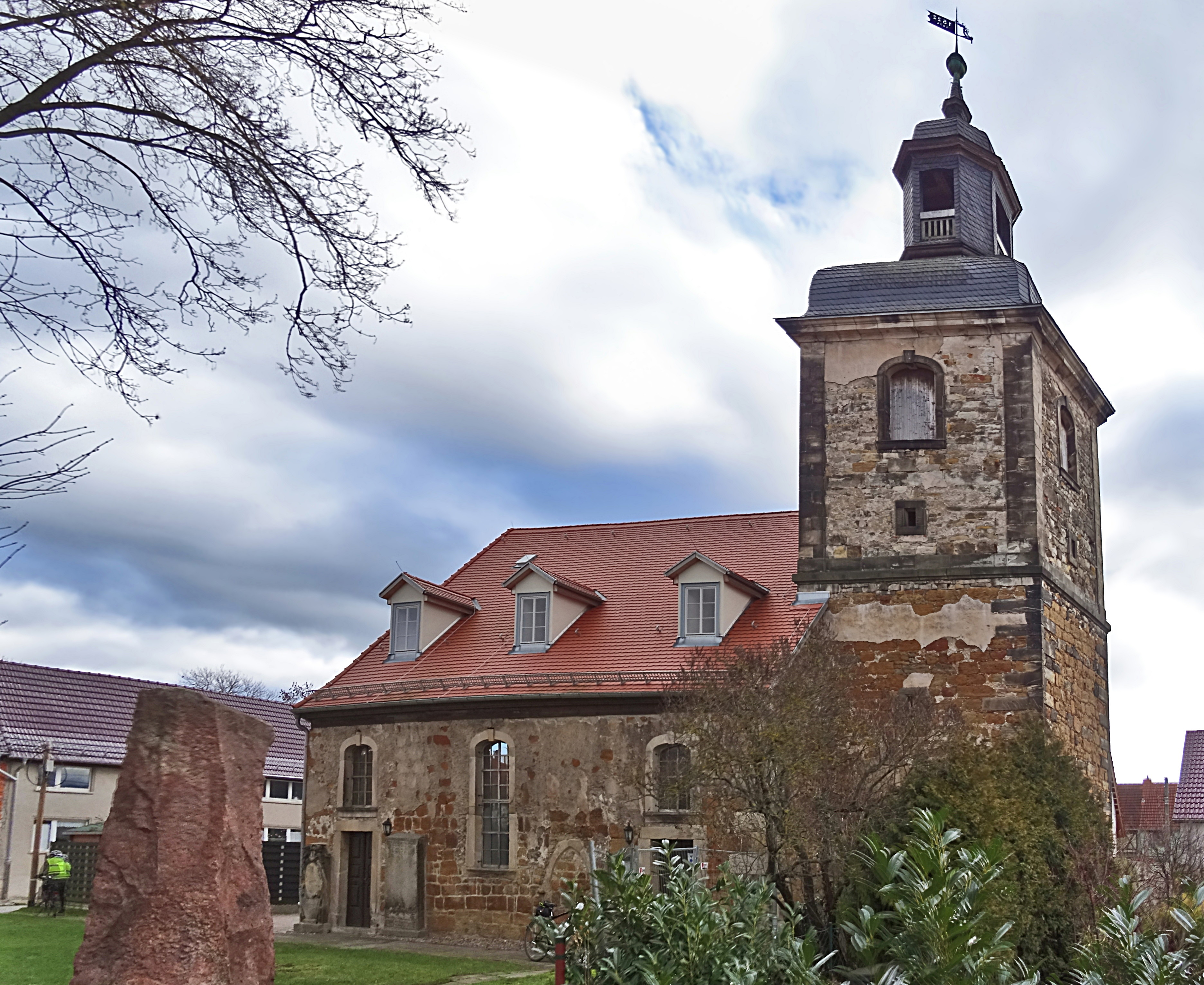
Nordansicht

Die Sankt-Michael-Kirche steht im thüringischen Gamstädt. Sie wurde nach dem Erzengel Michael benannt und trägt ihren Namen auch heute noch nach evangelischer Nutzung der Kirche seit 1534.

## Die Kirchengemeinde
Die evangelisch-lutherische Kirchengemeinde Gamstädt gehört zum Kirchengemeindeverband Seebergen im Kirchenkreis Gotha der Evangelischen Kirche in Mitteldeutschland. Weitere Kirchengemeinden dieses Kirchengemeindeverbands sind u. a. Grabsleben, Cobstädt und Tüttleben.

## Geschichte der Kirche

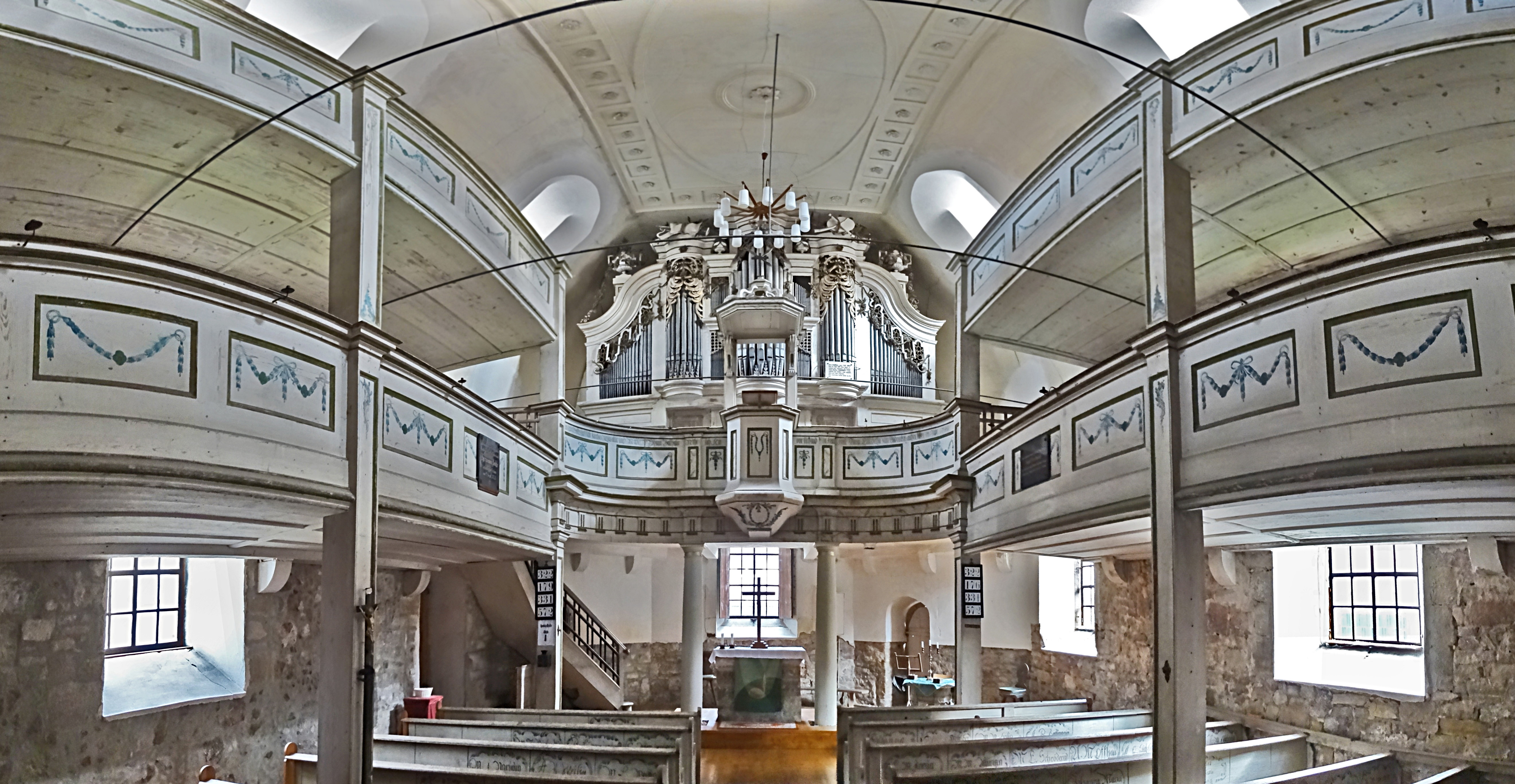
Innenansicht

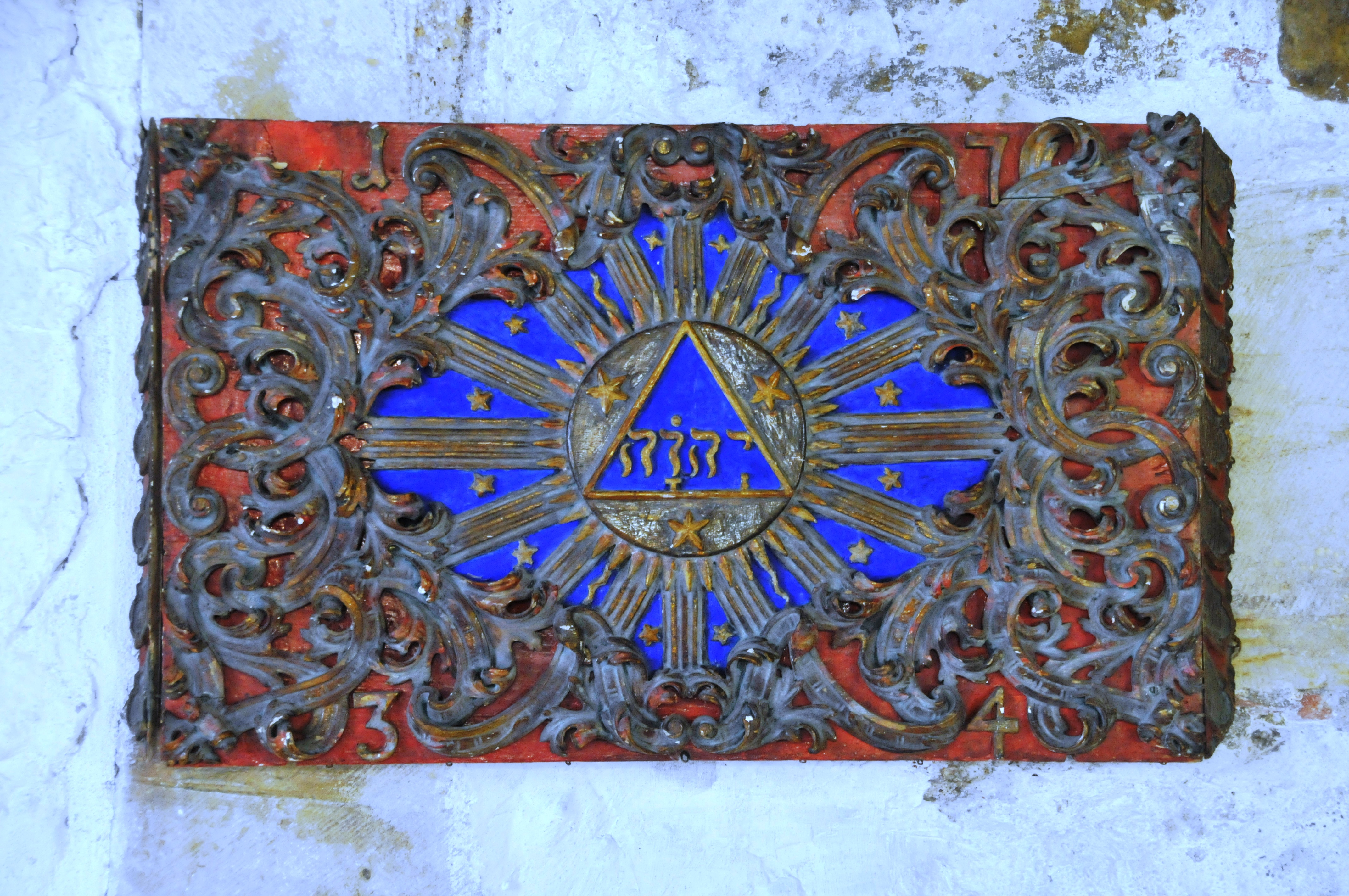
Wandschmuck im Gemeinderaum

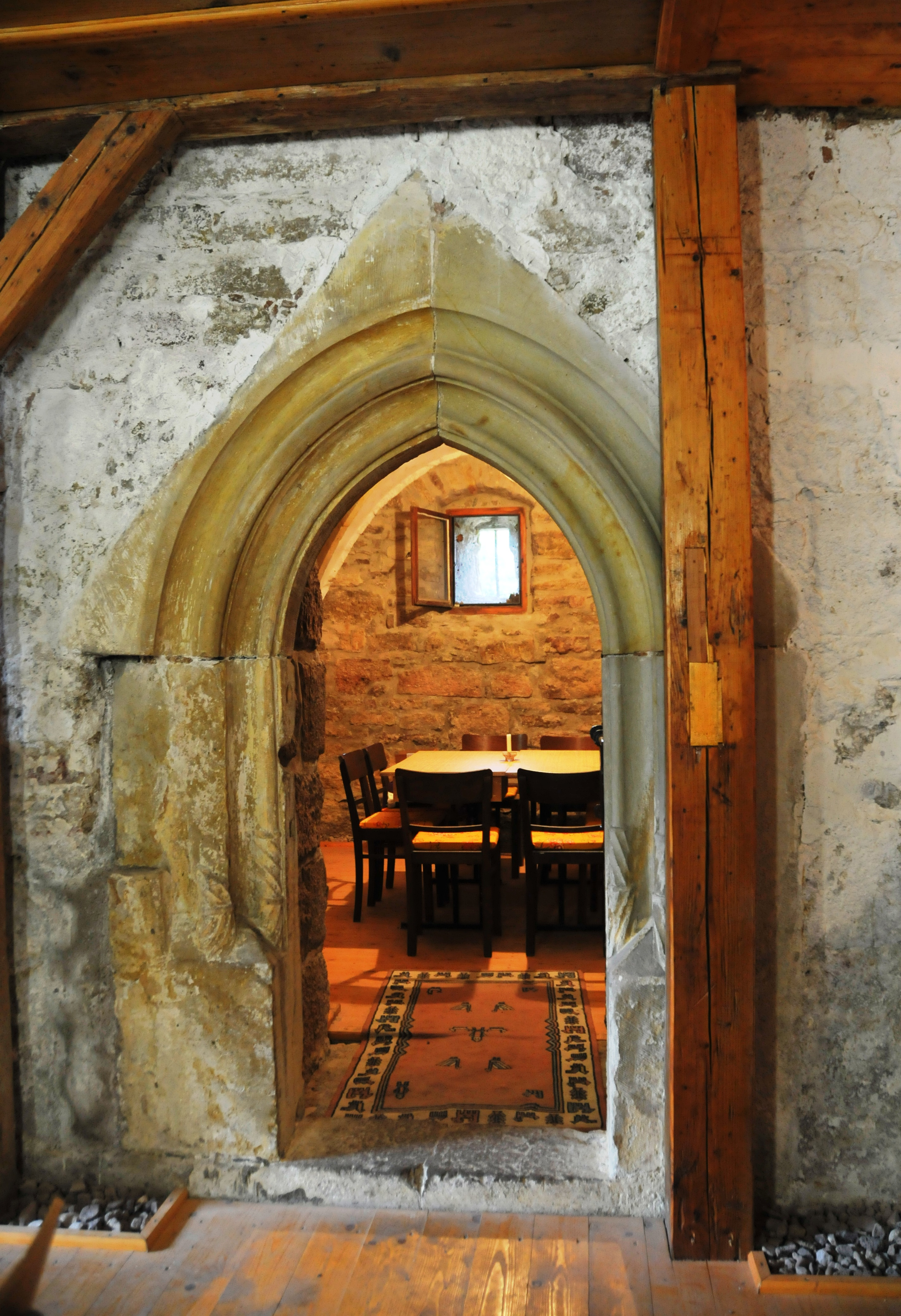
Eingang zur Turmstube

Ein Steinquader an der Nordwestecke der Kirche weist das Jahr 1422 aus, jedoch ist nicht bekannt, ob das auch das Baujahr ist. Möglich ist, dass der Stein von einer Vorgängerkirche stammt. 
Auch das Entstehungsjahr des Kirchenschiffes ist unbekannt. Verschiedene Notizen in alten Chroniken lassen den Schluss zu, dass ursprünglich ein Kirchenschiff existierte, das vom Turm getrennt stand, vielleicht sogar älter als der Turm. Reste dieses alten Gebäudes, das etwa 2 m schmaler als das heutige war und an seiner Ostseite eine Apsis hatte, wurden bei Baumaßnahmen im Kircheninneren gefunden. 1672 wurde das Kirchenschiff auf die heutige Ausdehnung verbreitert und vermutlich an den Turm angebaut. Auch die Fenster wurden in dieser Zeit neu gebrochen. An der Nordseite zeigen sich noch deutliche Reste im spätgotischen Stil des ursprünglichen Eingangs. Die heutige Ansicht der Kirche wurde geprägt durch Umbauten im 18. Jahrhundert. Damals wurden die Rundbogenfenster, die neuen Eingänge, die Decke und die Emporenbauten eingefügt. Die Originalbemalung aus dem Jahre 1792, von einem reichen Bürgermeister gestiftet, ist heute noch erhalten, weil die Kirche aus Geldmangel nicht renoviert wurde.
Die Kirche verfügt nicht mehr über einen ihrer Größe entsprechenden Kirchhof. Von der ursprünglichen Größe des Friedhofs rund um die Kirche ist fast nichts mehr übrig geblieben. Im 19. Jahrhundert verlegte man den Friedhof aus hygienischen Gründen auf ein Grundstück nördlich außerhalb des Dorfes. Nach der Entwidmung wurden Teile des Friedhofs Zug um Zug verkauft, um die Kasse der Gemeinde aufzufrischen. Heute grenzen die Grundstücke der Nachbarhäuser fast überall unmittelbar an die Kirche. 
Trotz Entwidmung findet man vor dem Kircheneingang ein neueres Grab mit frischen Blumen. Hier wurde ein Gamstädter Ehepaar in den letzten Kriegstagen 1945 beigesetzt, das beim amerikanischen Artilleriebeschuss ums Leben gekommen war. Die Beisetzung durfte wegen der von den Amerikanern verhängten Ausgangssperre nicht auf dem Friedhof außerhalb der Dorfgrenzen vollzogen werden.

## Zugang
Ein gepflasterter Weg führt an einem Zaun vorbei zur Nordostecke der Kirche. Man passiert zunächst ein Kirchentor, das nicht benutzt wird. Hier stehen zwei alte Grabplatten an der Kirchenmauer, eine mit einem Ordenskreuz und gotischer Schrift und der barocke Stein des Pfarrers Kühn. Mit ihm verbindet die Geschichte, es habe 1720 mit den Kleinrettbachern, die er ebenfalls betreute, Streit gegeben wegen des Gamstädter Pfarrhausbaus, das diese nicht bezahlen wollten und deshalb den Kirchenbesuch verweigerten. Die Kurmainzer Obrigkeit ließ nach der Bitte von Kühn um Unterstützung den Kleinrettbacher Gemeinderat verhaften und drei Tage einkerkern. Dennoch gab es weitere Unstimmigkeiten, so dass Kleinrettbach für ein paar Jahre einen eigenen Seelsorger erhielt. Schreitet man weiter an der Kirchenmauer entlang, passiert man einen zugemauerten ehemaligen Eingang, bevor man an die jetzige Eingangstür gelangt.

## Innere Ausstattung

### Vorraum, Gottesdienstraum, Turmzimmer
Betritt man die Kirche durch die westliche Eingangstür in der Nordwand, so steht man in einem kleinen Vorraum, der zugleich den Zugang zum Kirchenschiff, aber auch zu einem 1982 eingebauten einfachen Gemeinde- und Gottesdienstraum bildet. Hier findet üblicherweise der Gottesdienst statt. Nur an hohen Feiertagen wird die Messe im großen Kirchenraum abgehalten. Eine Wand dieses kleinen Raumes schmückt eine Tafel mit einer Inschrift in jüdischer Sprache. Eine mittelalterliche, eisenbeschlagene Tür im Gemeinderaum führt in die kreuzgewölbte Turmstube, ein Raum für kleine Treffen der Gemeindemitglieder. Hier ist in der Wand ein mittelalterlicher Tresor oder ein Tabernakel eingelassen.

### Turm
Im Turm hängen zwei Stahlglocken als Ersatz für die im Ersten Weltkrieg für dessen Zwecke abgegebenen drei Bronzeglocken. Eine der Glocken läutet, elektrisch gesteuert, zum Gebet. In der ersten Empore steht ein altes, konserviertes Schlagwerk, obwohl die Kirche niemals eine Uhr hatte.

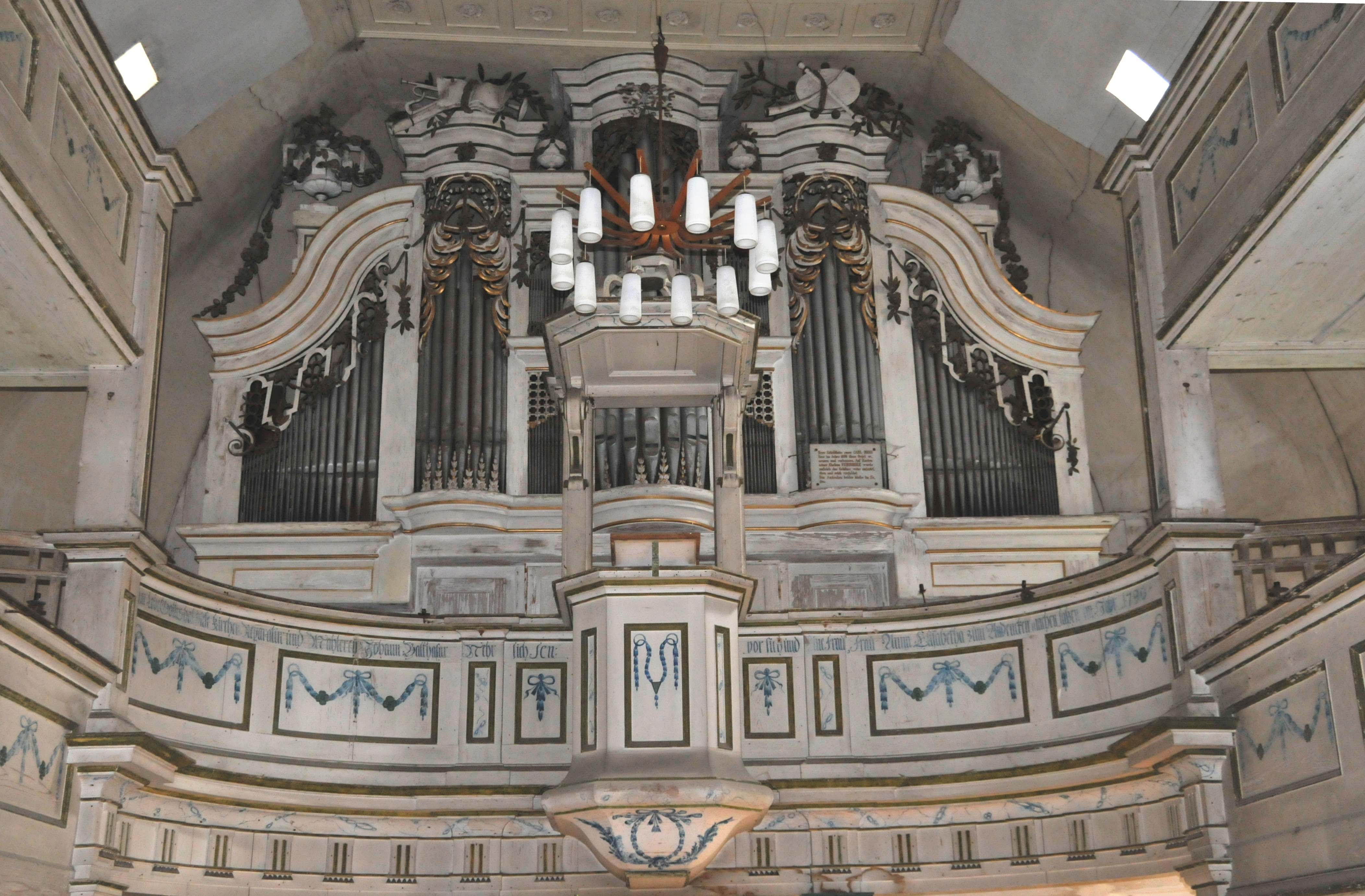
Orgel

### Die Orgel
Der Kirchenraum wird beherrscht von der Orgel aus dem Jahr 1790, ein Werk des Orgelbauers Johann Georg Kummer aus Erfurt. Wie eine marmorne Widmungstafel an der Orgel erzählt, wurde die Orgel 1890 vom Schultheiß Carl Hess erneuert und verbessert. Der weiße Anstrich und die reiche Vergoldung wurde von seiner Frau Friederike bezahlt. Leider ist die Orgel heute nicht mehr spielbar.

### Die Kirchenbänke

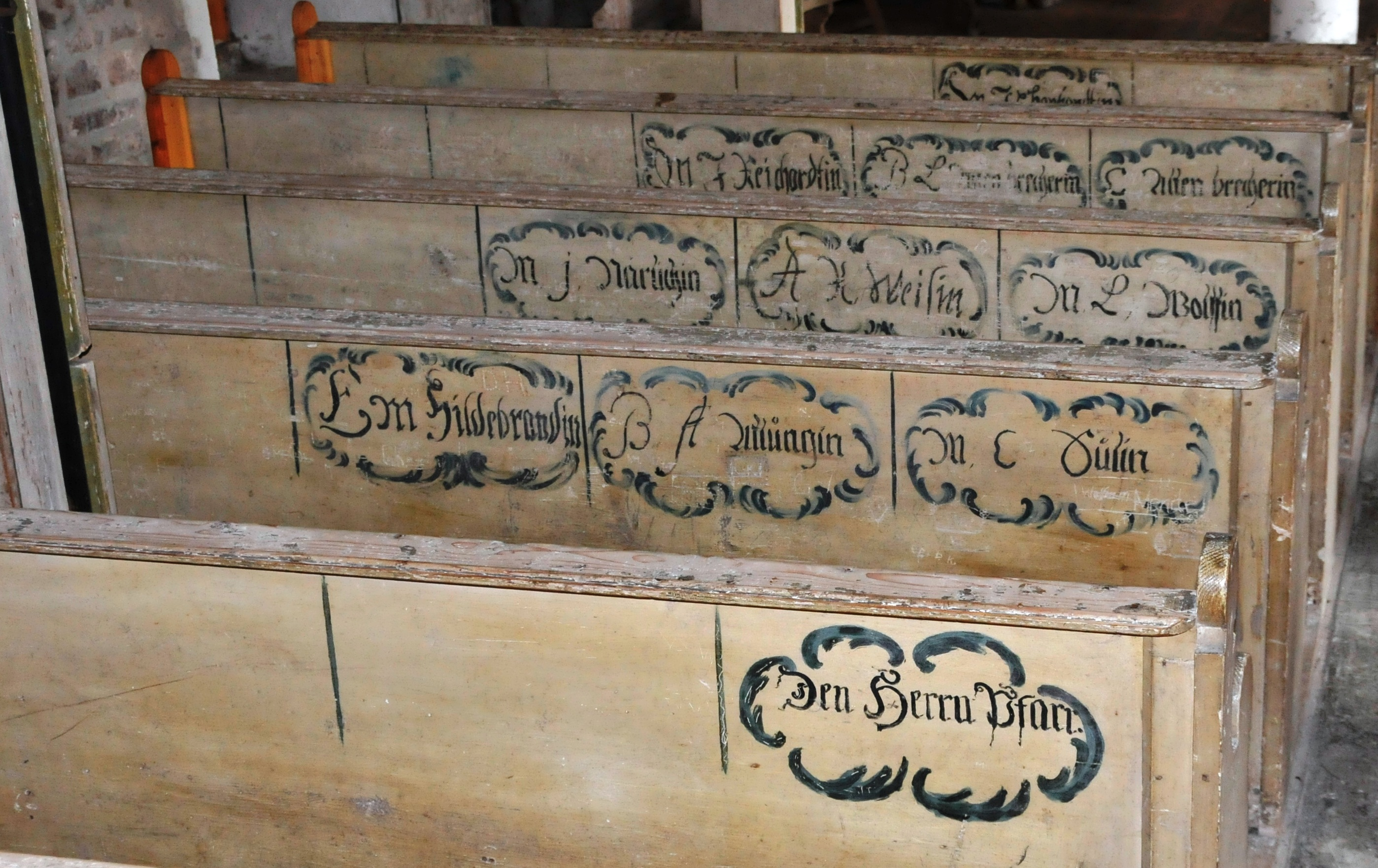
Sitzbänke

Besondere Beachtung verdienen die Kirchenbänke mit ihrer ursprünglichen personifizierten Namensbemalung. Nicht nur verschiedene Namen findet man hier, sondern auch Funktionsträger, die in der Kirche immer den gleichen Platz hatten, z. B. „Den Herrn Pfarr.“, „Anna Elisabetha Ehrlichen“. Dass die meisten Namen Frauennamen tragen und dass diese meistens mit „in“ enden, rührt daher, dass die Menschen früher nach Geschlechtern getrennt saßen. Unten saßen die Frauen, auf den Emporen die Männer (ausgenommen die Mietstühle).

### Emporen
In der Mitte der ersten Empore ist eine Marmorplatte angebracht, deren Text daran erinnert, dass am 4. Februar 1816 der Pfarrer und Generalsuperintendent Dr. Josias Friedrich Christian Löffler plötzlich bei der Ausübung seines geistlichen Berufes durch einen Schlaganfall im Alter von 64 Jahren gestorben ist. Seine Tochter, Frau Kirchrath Hey zu Gotha, hat der Kirche 100 Taler mit der Auflage geschenkt, das Grab auch weiterhin zu erhalten. Nicht bekannt ist, ob dieser Auflage gefolgt wurde.
Siehe auch: Löffler-Denkmal

## Galerie

Bilder der Kirche
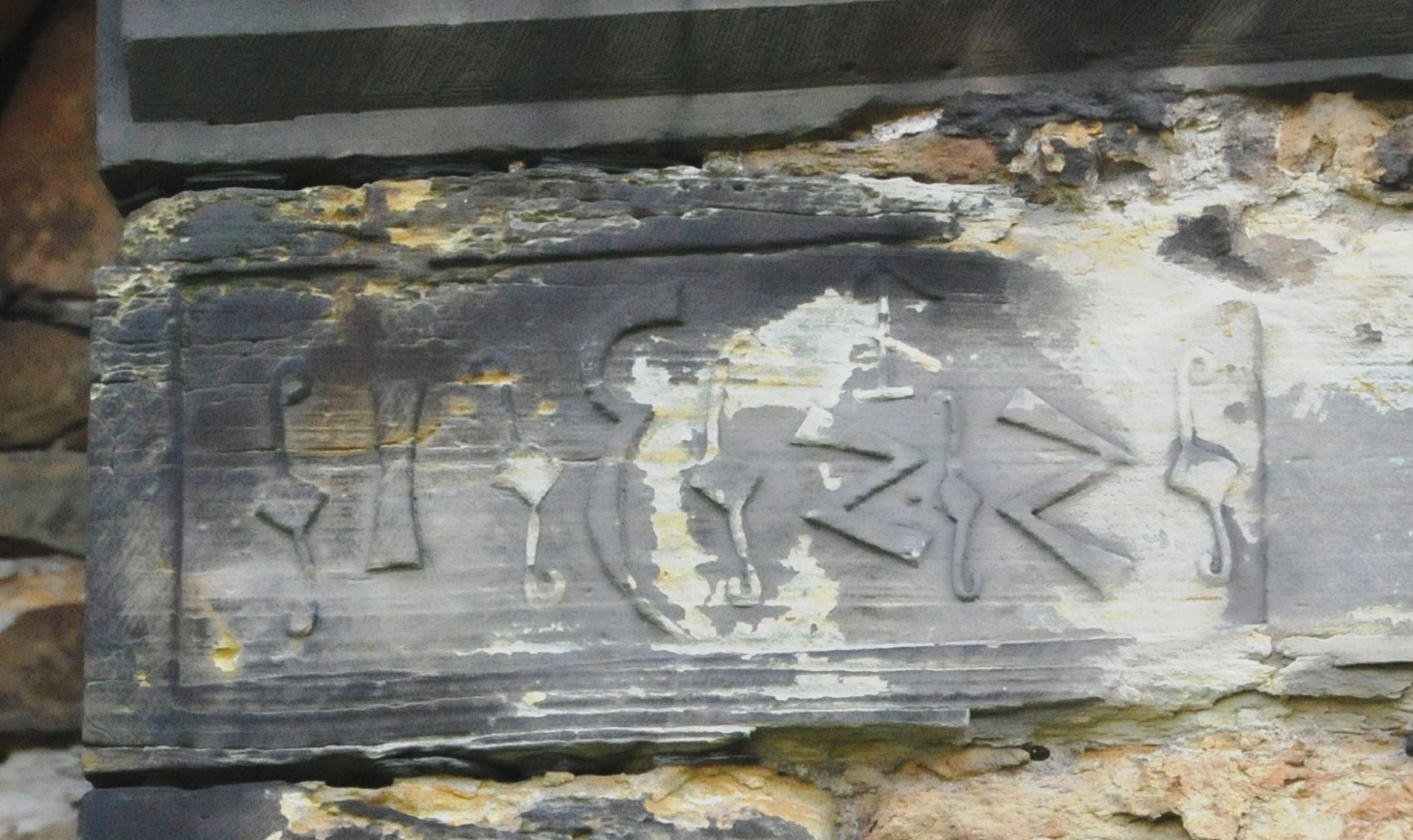
Mauerstein mit Jahreszahl 1422
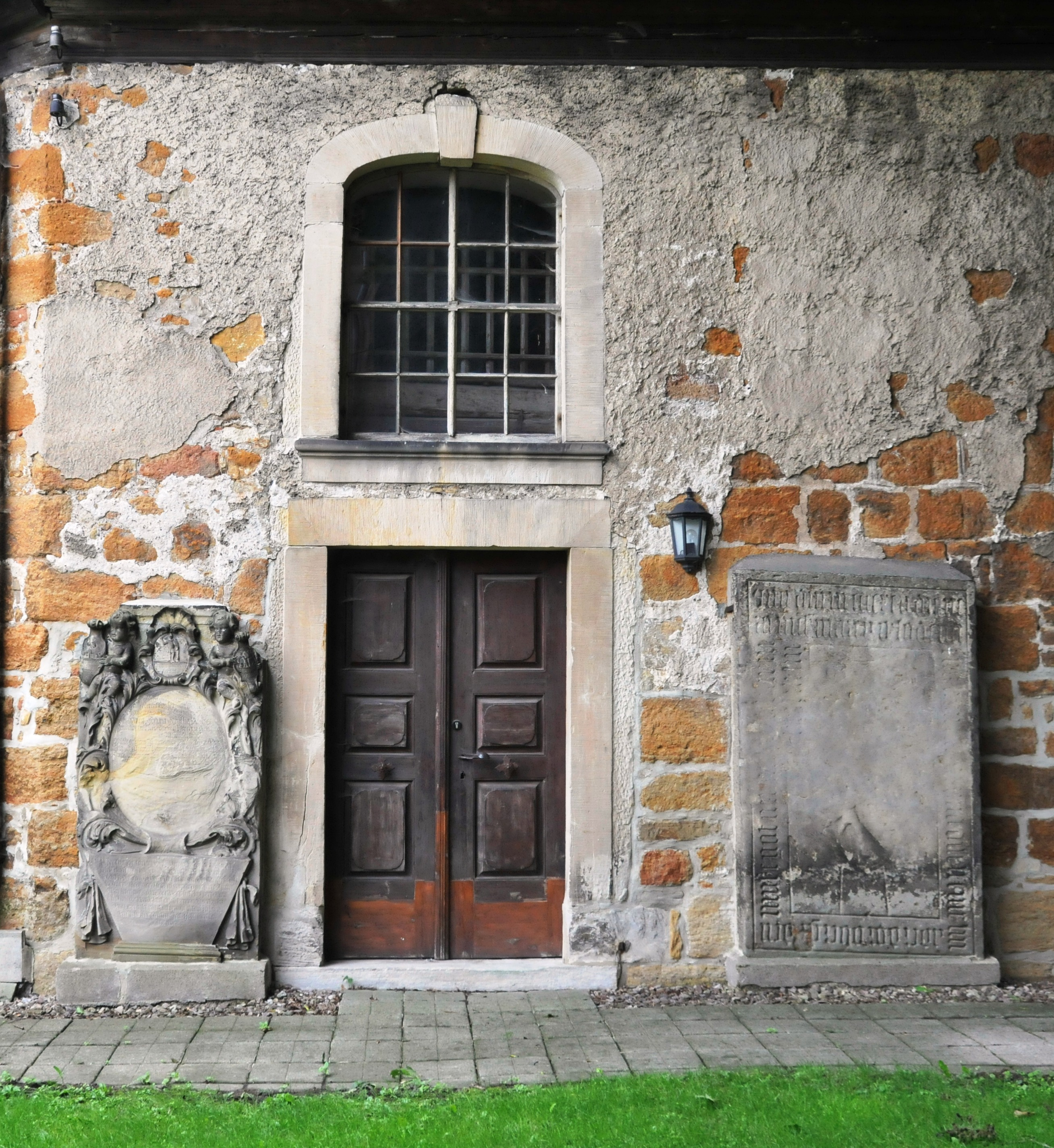
Grabplatten neben einem unbenutzten Kircheneingang
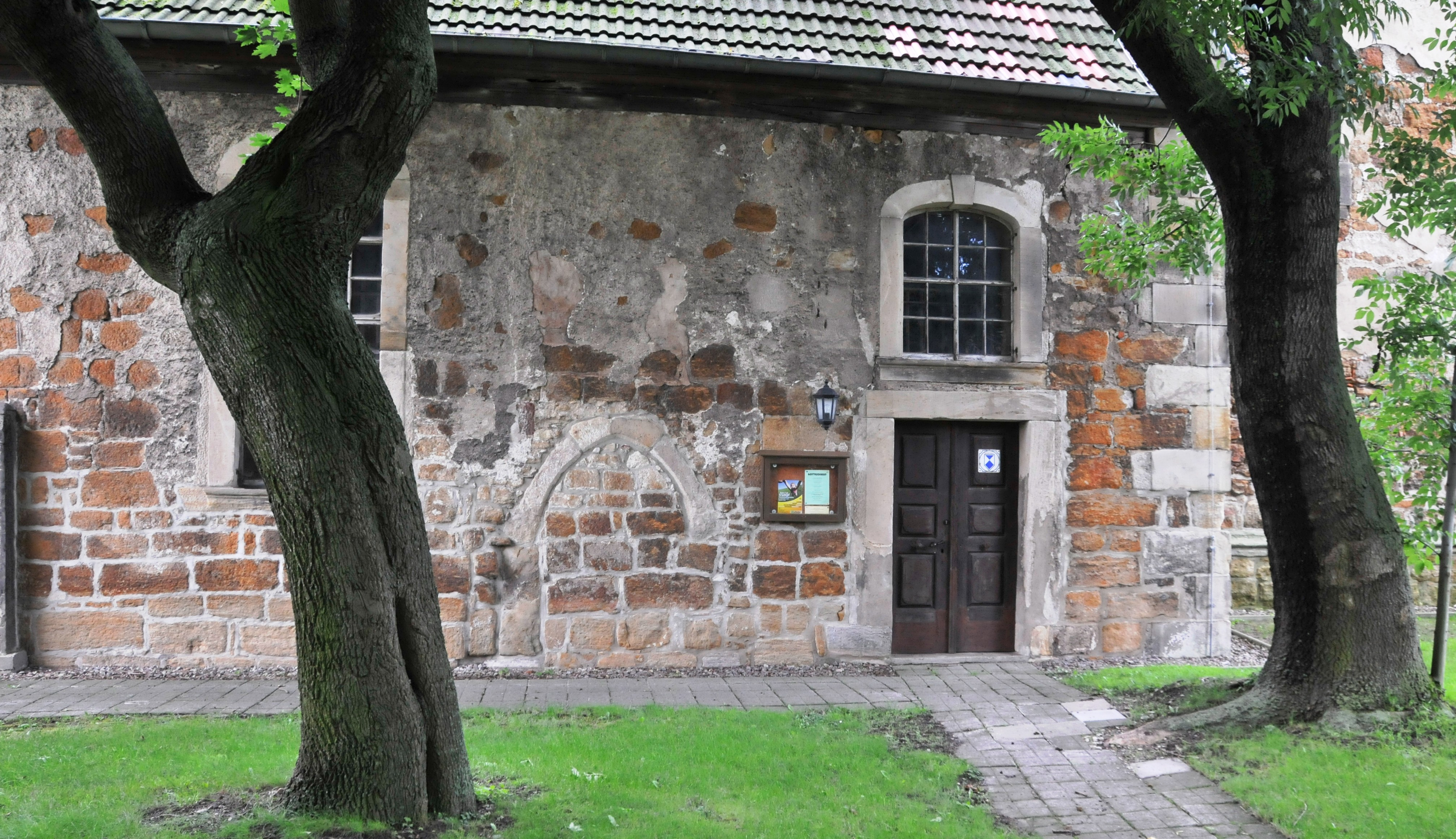
Aktueller und zugemauerter Eingang
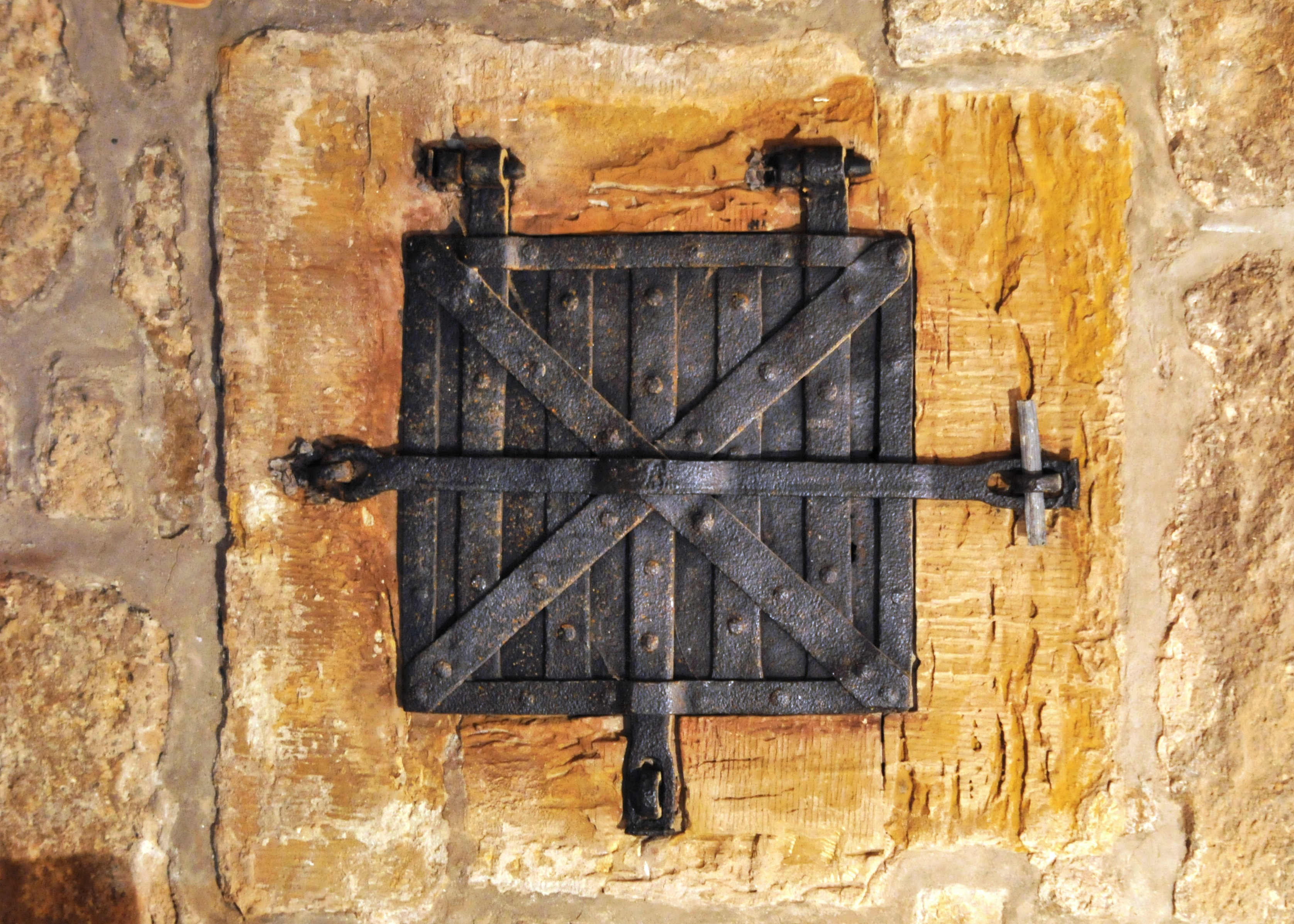
Wandtresor
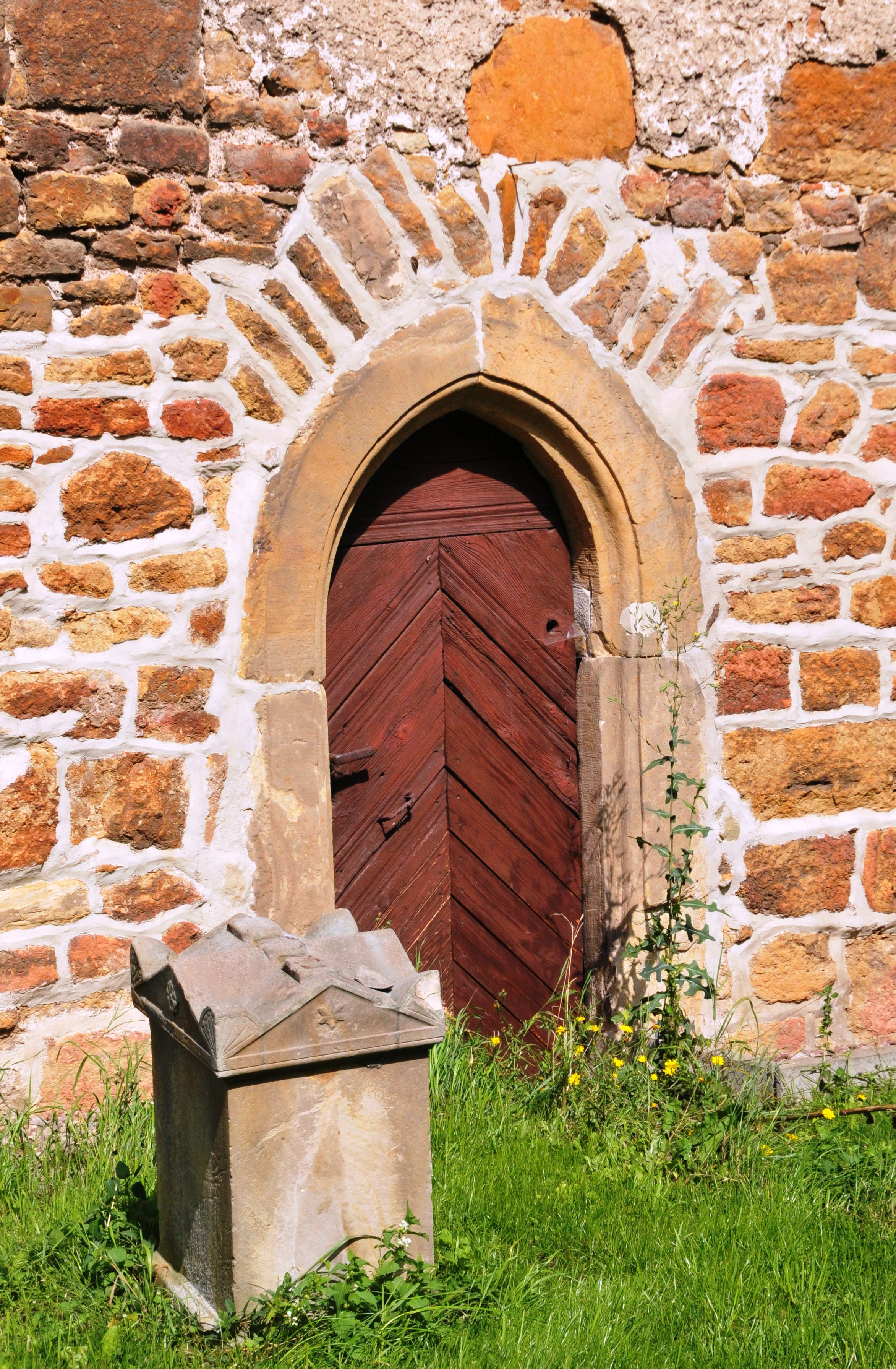
Alte Eingangstür an der Apsis
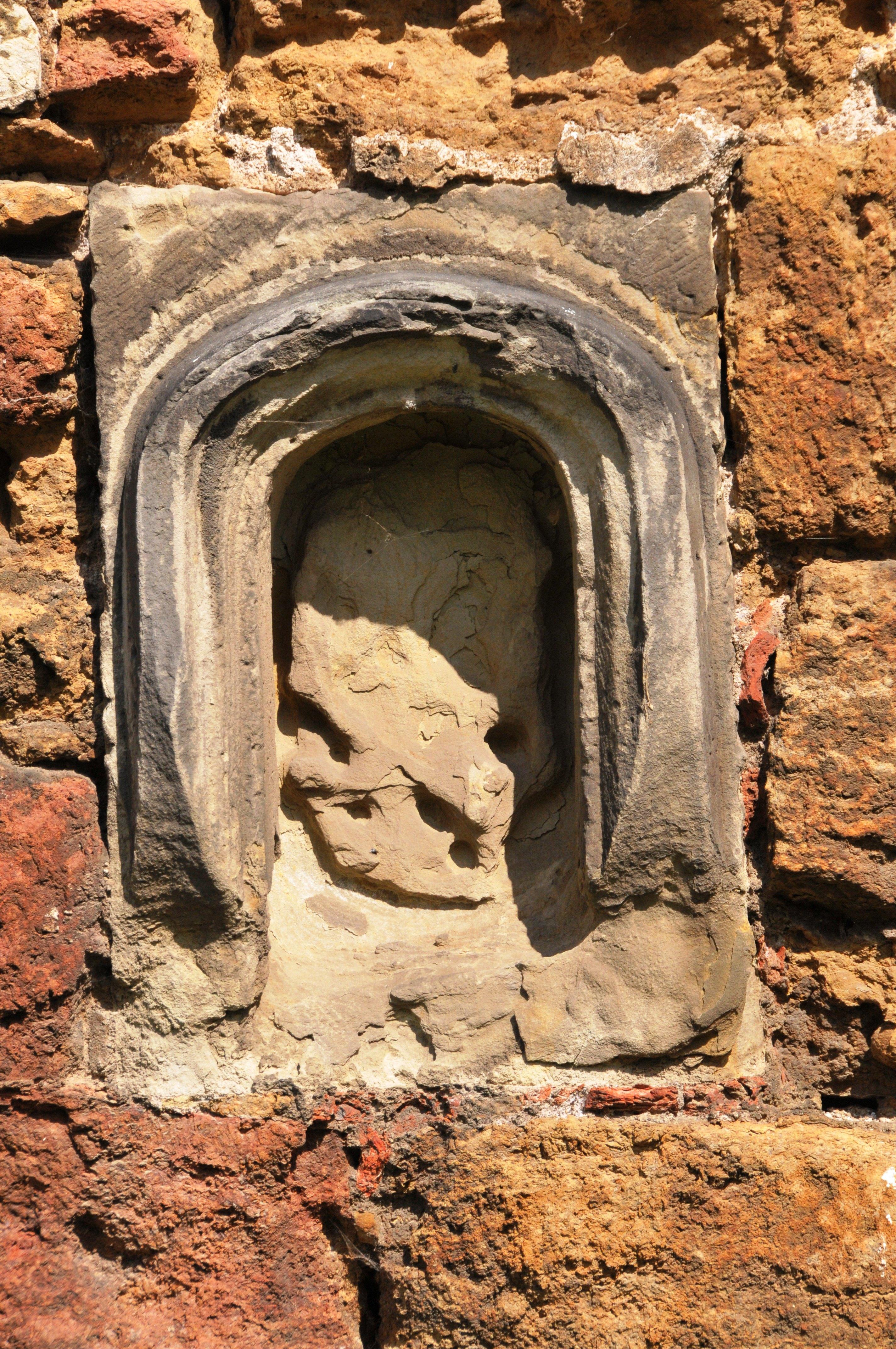
Kleine Nische in der südlichen Außenwand
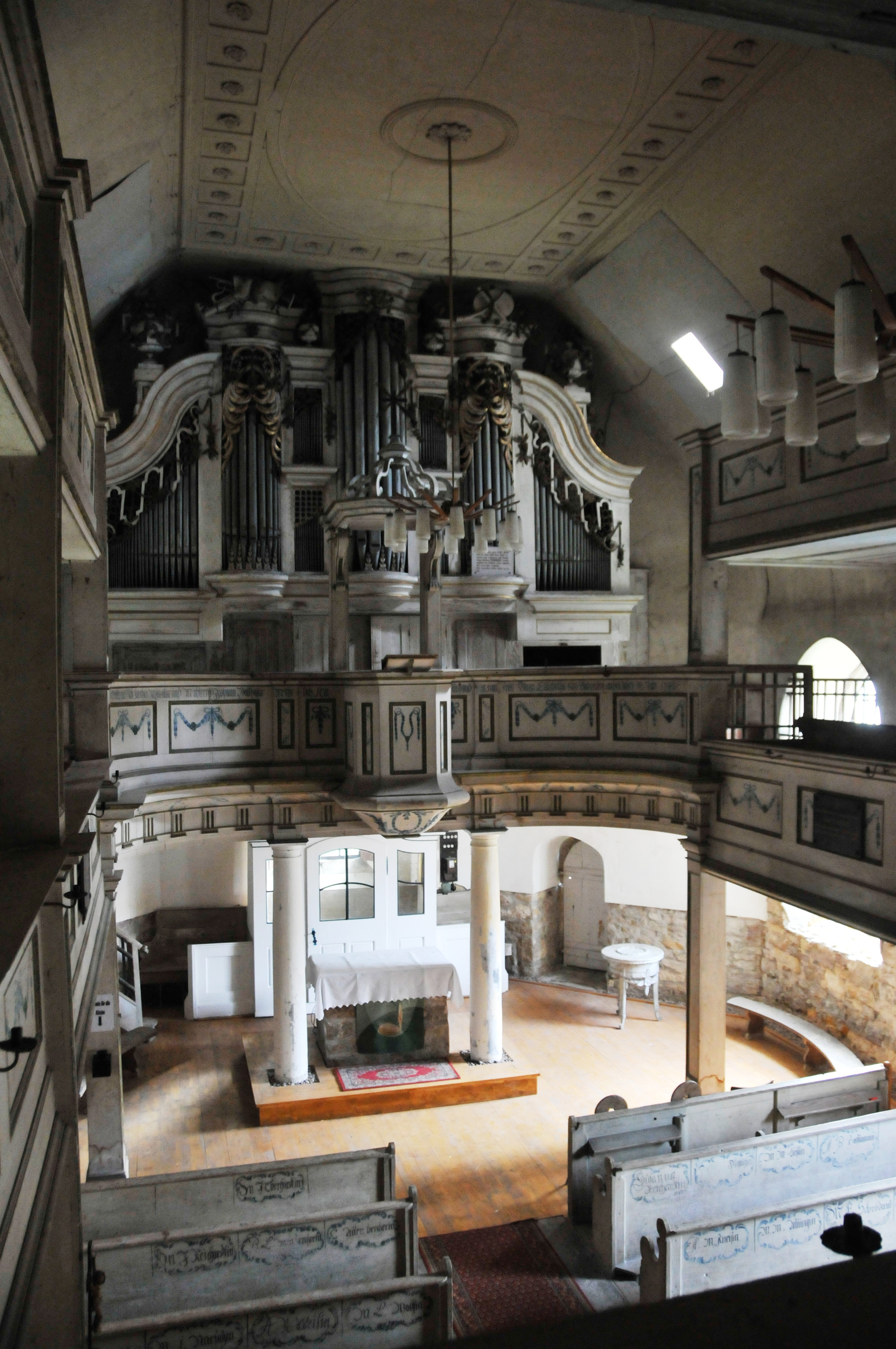
Innenansicht aus der ersten Empore
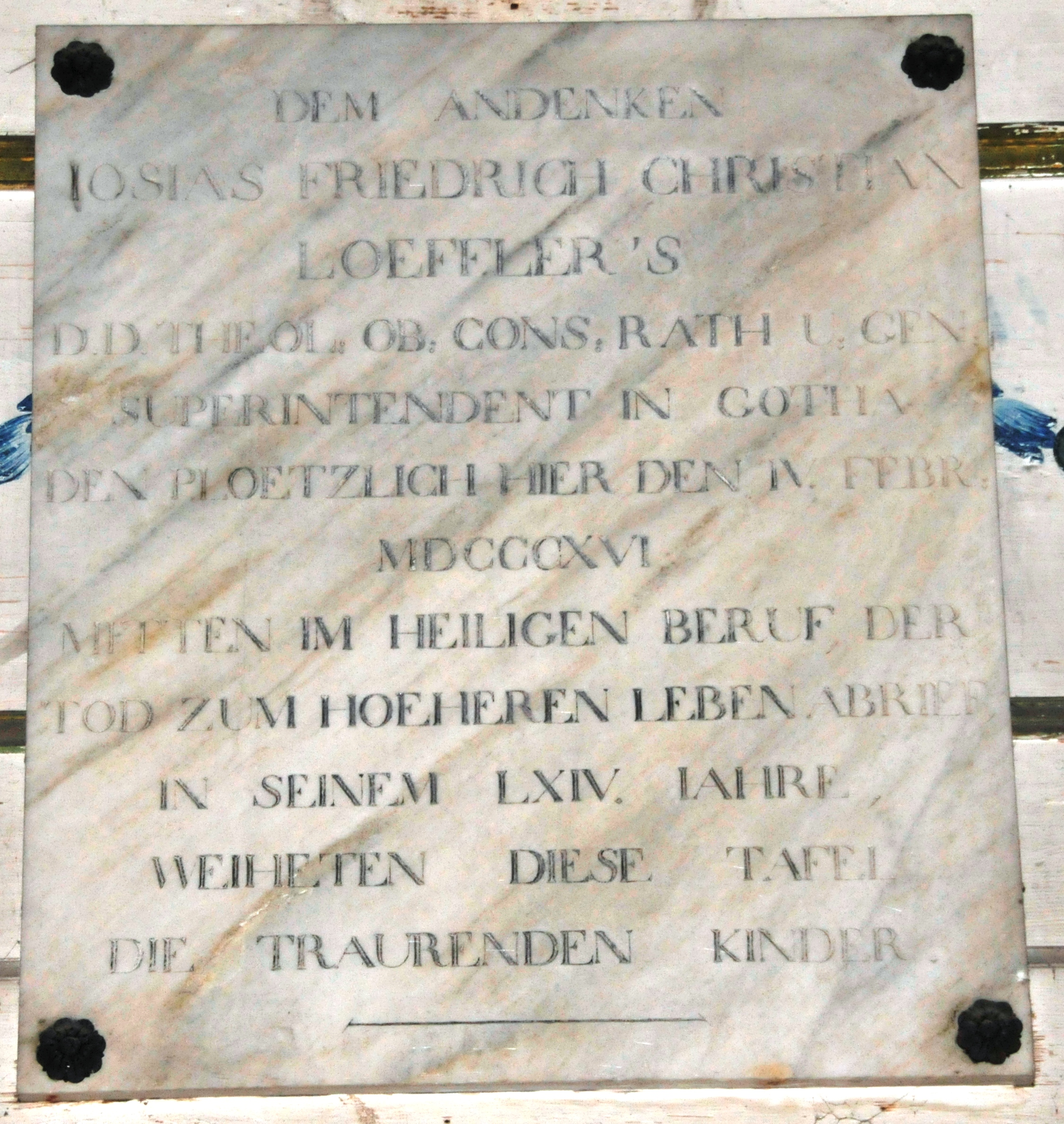
Löfflers Tafel